# Turinskij rajon
Il Turinskij rajon (in russo Туринский район?) è un distretto nell'oblast' di Sverdlovsk, in Russia. Entro i confini del distretto (rajon) si trova il distretto urbano Turinskij (Turinskij gorodskoj okrug, Тугулы́мский городской округ), una formazione municipale (municipal'noe obrazovanie) della regione. Il centro amministrativo è la città di Turinsk. 
Il territorio del distretto è attraversato dal fiume Tura.